# 八度空间华语新闻
八度空间华语新闻是马来西亚首要媒体集团为八度空间电视台制作的新闻节目。新闻节目使用华语制作，播映时段被固定为3段，分别为每逢星期一至五早上9点30分至早上9点45分的《八度空间早晨新闻》（英語：8TV Morning Express）、每天中午12点30分至下午1点播出的《八度空间午间新闻》（英語：8TV Mid Day Mandarin News）和晚上8点至晚上9点播出的《八度空间华语新闻》（英語：8TV Mandarin News）现场直播播出。到2023年开设独立新闻网站八度空间新闻网。

## 新闻时段
| 新闻节目         | 播出时间                                           |
| ---------------- | -------------------------------------------------- |
| 八度空间早晨新闻 | 直播：八度空间 星期一至五 早上9点30分至早上9点45分 |
| 八度空间午间新闻 | 直播：八度空间 每天 中午12点30分至下午1点          |
| 八度空间华语新闻 | 直播：八度空间 每天 晚上8点至晚上9点               |

## 时事节目时段
| 时事节目   | 播出时间                                             | 备注 |
| ---------- | ---------------------------------------------------- | --- |
| 财经十四行 | 八度空间 星期五 晚上9点 八度空间 星期五 晚上9点30分  | 第一季：2020年9月4日－12月4日（共14集） 第二季：2021年3月5日－6月4日（共14集） 第三季：2021年8月20日－11月19日（共14集） 第四季：2022年8月12日－9月30日（共8集） 第五季：2023年10月6日－12月29日（共13集） 第六季：2024年10月4日－11月29日（共9集） |
| 一周拾谈   | 八度空间 星期五 晚上10点30分 八度空间 星期五 晚上9点 | 第一季：2022年4月1日－8月5日（共19集） 第二季：2023年7月2日－9月22日（共12集） 第三季：2025年5月30日－7月25日（共9集） |

## 已停播节目时段
| 时事节目 | 播出时间                         | 备注 |
| -------- | -------------------------------- | --- |
| 传媒透视 | 八度空间 每天 傍晚6点30分        | 八度空间电视台于2004年1月8日开播，八度空间华语新闻的前身《传媒透视》也于同日启播，播映时段为傍晚6点30分，2006年1月9日起，《传媒透视》已停播为改名《八度空间华语新闻》。 |
| 环球透视 | 八度空间 星期一至四 晚上11点30分 | 2020年1月1日起“季休”，直至另行通知 |

## 历史
八度空间电视台于2004年1月8日开播，八度空间华语新闻的前身《传媒透视》也于同日启播，播映时段为傍晚6点30分。
2006年1月9日，《八度空间华语新闻》启播，取代《传媒透视》。
2007年10月15日起，《八度空间华语新闻》的播映时段改为晚上8点，与RTM2（今RTM TV2）《华语新闻》同时段竞争，直至2021年3月31日。
2018年5月20日，《八度空间华语新闻》开始在Facebook专页提供网上直播。2018年9月1日，《八度空间华语新闻》也开始在YouTube提供网上直播。2021年8月10日，《八度空间午间新闻》开始在Facebook专页和YouTube提供网上直播。
2018年8月起，《八度空间华语新闻》的时长从30分钟延长到35分钟。2020年6月8日起，ntv7和八度空间的华语新闻组合并，《八度空间华语新闻》的时长从35分钟延长到1小时。
2021年8月2日，One FM改名为8FM，每逢星期一至五的《八度空间华语新闻》也从同日起在八度空间和8FM同步直播。2022年起，8FM在《八度空间华语新闻》暂停播出。
2022年4月8日至2024年10月20日，八度空间华语新闻改版，启用全新直播场景及新聞鏡面，并增设15分钟的晨间新闻时段《八度早新闻》，每逢星期一至五早上9点30分播出。YouTube直播的休息画面使用FryderyK的《Acoustic Chill》作为背景音乐。新曲是François-Maxime Boutault的《Enchanting Echoes》。
2024年10月21日，时隔20年，首要媒体新闻组在雪兰莪八打灵再也万达镇Sri Pentas搬迁吉隆坡孟沙Balai Berita播出，八度空间华语新闻全新面貌新闻摄影棚在启用全新直播场景及新聞鏡面，全国收视率最高排名第一在八度空间华语新闻，播放三段时间《八度空间早晨新闻》（前名：八度早新闻）（星期一至五， 早上9点半），《八度空间午间新闻》（每天，中午12点半）和《八度空间华语新闻》（每天，晚上8点）播出。YouTube直播的休息画面使用Thomas Richard Balmforth的《Purity》作为背景音乐。

## 主播
截至2020年6月7日，《八度空间午间新闻》和《八度空间华语新闻》都使用单主播制。从2020年6月8日起，《八度空间午间新闻》维持使用单主播制，《八度空间华语新闻》使用双主播制。2024年10月21日启播的《八度空间早晨新闻》使用单主播制。

### 现任
- 叶剑锋
- 陈嘉荣
- 苏进川
- 王菁忆
- 张傲斌
- 李依凌
- 陈薇薇
- 林思婷
- 杜文杰
- 周秀洋
- 洪美玲
- 刘湘灵
- 陈丽亭
- 张以柔
- 许文杰

### 前任
以下仅列出已知前主播：
- 吴维彬
- 王振文[14]
- 廖丽莉
- 江玮葶
- 陈嘉欣
- 卢鼎胜
- 李晓蕙
- 李运祥
- 陈思璇（现为新加坡新传媒8频道新闻记者）
- 陈宝燕
- 程珈琪
- 杨于羲
- 杨佳贤
- 杨莉莎
- 蔡心怡[15]

## 失误

### 新闻错误口述
2023年5月10日，八度空间午间新闻组的口述员在〈中国持续与多方对话 和平谈判终结俄乌战争〉的新闻中出现口述的失误，将新闻稿中的美国国务卿布林肯指出乌俄战争的粮食问题错误归属于了乌克兰。
2024年11月19日晚间新闻时，八度空间新闻组的口述员在讲述〈颠覆政权47人囚4年以上 港大前教授重判监10年〉的新闻中出现失误，误將新闻中两名香港民主派人士的刑期时间对调讲述。

### 新闻字幕组的错误翻译

#### 処理水理解为核废水
自日本决定将福岛地震后储蓄的废水排放入大海后，八度空间翻译字幕组就多次在日本首相岸田文雄的一些公开谈话的视频报导中，自我理解地将日语「処理水」译为「核废水」，并当成是出自于岸田文雄的口中进行报道。实际上，「核废水」对应的是日语是「核汚染水」。

#### 500万变5000万
2024年1月26日，尽管八度字幕组在〈表扬国足拼劲逼平太极虎年轻 政府拨款500万予足总〉的新闻标题上意思正确，但在地面电视「直播」的谈话內容出现了显著的翻译错误。在报道中，马来西亚首相安华·依布拉欣向记者表示，为赞扬马来亚之虎战平韩国，决定作出有关拨款，但字幕组将谈话中的500万写成5000万(32.19秒可看见此错误)。值得一提的，八度空间后来在其平台重新上传的短主题版本中修改了这一错误。

### 报导失实
2025年4月16日，由八度空间午间新闻主播陳薇薇报导的一篇标題《国旗出错警方接3投报 援印刷及出版法令调查》中，事实内容出现重大错误。八度空间新闻团队在沒有核实或查证的情况下，引用失实內容进行报道，将全国总警长拉扎魯丁·胡先宣称「接到13宗投报」的声明，错误讲解为仅「接到3宗投报 」。该错误标题可能是引用了《星洲日报》的早期报导，而《星洲日报》随后也更改标题。综合其他媒体报道可以看出，拉扎魯丁·胡先事实上是讲「接到13宗投报」。

## 特别情况
农历每年正月初一和初二，《八度空间午间新闻》皆暂停播出。
农历每年正月初一至初五，《八度空间早晨新闻》皆暂停播出。
2013年5月5日、2018年5月9日和2022年11月19日，为了播出马来西亚大选开票夜直播节目，《八度空间华语新闻》暂停播出。
2018年8月16日，《八度空间华语新闻》在国会大厦进行广播，由陈思璇担任主播，节目也从原有的35分钟延长到1小时，并邀请国会下议院副议长兼安顺区国会下议员倪可敏、亚依淡区国会下议员魏家祥、白沙罗区国会下议员潘俭伟和时事评论员叶纹豪参与访谈和讨论。
2018年11月2日，适逢2019年财政预算案，当天的《八度空间华语新闻》作为特备新闻节目使用双主播制，由陈嘉荣和陈思璇担任主播，节目也从原有的35分钟延长到1小时，并邀请税务专家蔡兆源和大学教授黄锦荣参与访谈和讨论。
2018年11月8日，因技术问题，《八度空间午间新闻》播出不到15分钟就提早结束。同日，《八度空间华语新闻》邀请财政部长林冠英到新闻现场参与访谈和讨论，节目也从原有的35分钟延长到48分钟。
2019年5月9日，《八度空间华语新闻》改为“换政509 政权365”特备节目，并使用双主播制，由周秀洋和张傲斌担任主播，节目也从原有的35分钟延长到1小时45分钟，并邀请时事评论员洪伟翔、大学教授黄锦荣、马华公会青年总团长王晓庭和居銮区国会下议员黄书琪参与访谈和讨论。
2020年7月5日，《八度空间华语新闻》邀请交通部长魏家祥到新闻现场进行专访，以讨论国民联盟有意让国阵时期所规划的东海岸衔接铁道计划被希望联盟执政时期大砍工程建费215亿令吉，并缩短40公里的原有路线恢复的课题。
2020年7月28日，因技术问题，《八度空间华语新闻》播出不到30分钟就提早结束。
2020年9月26日，适逢沙巴第16届议会选举开票，当天的《八度空间华语新闻》作为特备新闻节目，分成两个时段播出（第一个时段为晚上8点至9点，第二个时段是晚上10点30分至11点30分），总时长为2小时，两个时段皆由苏进川和王菁忆担任主播，并邀请时事评论员张孝仪和蓝志锋参与访谈和讨论。
2020年9月27日，《八度空间华语新闻》邀请时事评论员洪伟翔和王维兴到新闻现场参与访谈和讨论。
2020年10月23日，《八度空间午间新闻》因技术问题停播，改为播放饮食节目《好吃》。
2021年5月26日和27日，《八度空间午间新闻》和《八度空间华语新闻》使用ntv7新闻直播室作为临时新闻直播室。
2021年5月28日至10月10日，因应2019年冠状病毒疾病的防疫措施，《八度空间华语新闻》的两位主播暂停同台播报新闻，改为全程轮流进行播报。
2021年7月16日至18日，《八度空间午间新闻》使用ntv7新闻直播室作为临时新闻直播室。2021年7月16日和17日，《八度空间华语新闻》使用TV9新闻直播室作为临时新闻直播室。
2021年11月20日，适逢马六甲州第15届议会选举开票，当天的《八度空间华语新闻》作为特备新闻节目，由苏进川和王菁忆担任主播，并邀请时事评论员林猷荃和蓝志锋参与访谈和讨论，节目也延时到晚上9点08分才结束。
2021年12月18日，适逢砂拉越第12届议会选举开票，当天的《八度空间华语新闻》作为特备新闻节目，分成两个时段播出（第一个时段为晚上8点至9点，第二个时段是晚上10点至11点），总时长为2小时，两个时段皆由张傲斌和周秀洋担任主播，并邀请时事评论员张孝仪和蓝志锋参与访谈和讨论。
2022年3月12日，适逢柔佛州第15届议会选举开票，当天的《八度空间华语新闻》作为特备新闻节目，分成两个时段播出（第一个时段为晚上8点至9点，第二个时段是晚上10点30分至11点30分），总时长为2小时，第一个时段由杜文杰和陈薇薇担任主播，第二个时段由林思婷和蔡心怡担任主播，并邀请政治学者潘永强、默迪卡民调中心高级研究经理陈承杰和马华公会发言人张佑铨参与访谈和讨论。
2022年4月5日，《八度空间午间新闻》出现严重技术问题，全程只能由主播口播新闻，并因此播出约15分钟就提早结束。
2022年3月28日至4月7日，《八度空间午间新闻》和《八度空间华语新闻》分别使用原ntv7新闻直播室和TV9新闻直播室作为临时新闻直播室。
2023年8月12日，为了播出《决胜六州开票夜》直播节目《八度空间华语新闻》暂停播出。《决胜六州开票夜》现场特备节目四位新闻杜文杰，刘湘灵，苏进川和周秀样，六位现场嘉宾林宏祥（时评员），洪伟翔（时评员），李健聪（公正党通讯主任），颜炳寿（马华前副部长），刘开强（民政党联邦直辖区席）和邓章钦（行动党雪州前行政议员）延长4小时。
2023年8月31日，为了播出《2023年马来西亚国庆庆典》Dataran Putrajaya举办同步现场直播节目（RTM来源），《八度早新闻》暂停播出。
2024年11月29日，因技术问题，《八度空间早间新闻》播出八度空间在电视播出和Facebook直播，因为Tonton网站电视直播被技术出外有问题。
2025年2月3日至2月4日，《八度空间早间新闻》因技术问题停播，改为播放台湾电视剧《大时代》。